# Escuela de Ingeniería Informática (Universidad de Oviedo)
La Escuela de Ingeniería Informática es una escuela de ingeniería especializada en el campo de la Ingeniería Informática perteneciente a la Universidad de Oviedo. Está situada en el Campus de los Catalanes en Oviedo. Su sede se encuentra en el Edificio Valdés Salas, inaugurado en 2004 por el expresidente del Principado de Asturias, Vicente Álvarez Areces, y por el rector en ese momento, Juan Vázquez.

## Historia
La Universidad de Oviedo fue una de las pioneras en la implantación de los estudios de informática. En 1982 se creó la Escuela Universitaria de Informática de Oviedo (BOE del 23/11/1982) para impartir el título de Diplomado en Informática. 
Los primeros pasos de la escuela discurren de la mano de la Escuela Universitaria de Estudios Empresariales de Oviedo y de la Escuela de Minas de Oviedo, con las que comparte instalaciones, aunque sus órganos de gobierno son diferentes. Su primer director, nombrado como director comisario, Florentino Braña Valdés, también era el director de la E.U. de Estudios Empresariales de Oviedo. La primera titulación que imparte la escuela es la de Diplomado en Informática, en sus dos especialidades: Gestión y Sistemas. A partir del curso académico 1985-86, debido al incremento del número de alumnos matriculados en el centro, también se comparten aulas con las Facultades de Biología y Geología.
En mayo de 1987 es nombrado un nuevo director comisario, Andrea Huerga Alonso, que ya no comparte carga de dirección con otro centro. En el inicio del curso 1988-89, debido a las reformas realizadas en los edificios del campus de Llamaquique, la administración del centro se traslada al edificio de la Facultad de Ciencias Económicas y Empresariales en el campus del Cristo, utilizándose las instalaciones de este centro, así como las de la Facultad de Química y la Escuela Técnica Superior de Ingenieros de Minas de Oviedo (que habían dejado de utilizarse desde el año 1984). En junio de 1988 se celebran las primeras elecciones democráticas para la elección del director del Centro, resultando elegida la anterior directora comisaria, Andrea Huerga Alonso. Tras esta situación de disgregación temporal del centro, en el siguiente curso académico, 1989-90, el centro se ubica en las instalaciones actuales del recién remodelado edificio de Ciencias (que antes albergaba la Facultad de Química) compartidas con las sedes departamentales de Física y Matemáticas y el Centro de Cálculo de la Universidad de Oviedo. Posteriormente, en 1991, se ubica en el mismo centro la recién creada Facultad de Ciencias, donde se imparte la licenciatura de Matemáticas y, un año más tarde, la de Física. En esta nueva ubicación se encuentran la Dirección del Centro, la Biblioteca, los Servicios Administrativos, las aulas y un laboratorio de ordenadores que posteriormente se divide en dos para dejar paso al laboratorio de electrónica y, posteriormente, el laboratorio de ordenadores que queda se vuelve a dividir en dos laboratorios de ordenadores y una zona para becaría. Además, debido al insuficiente número de aulas del centro, se utilizaron aulas de las Facultades de Biología y Geología tanto para docencia como para realización de exámenes.
Por acuerdo del Consejo de Universidades de fecha 20 de julio de 1992 cambia su denominación por la de Escuela Universitaria de Ingeniería Técnica Informática de Oviedo (EUITIO).
En el curso 1992-93 entra en vigor el nuevo plan de estudios y comienzan a impartirse las titulaciones de Ingeniero Técnico en Informática de Gestión (BOE del 19-2-93) e Ingeniero Técnico en Informática de Sistemas (BOE del 18-2-93). Son dos carreras diferentes, con listados de entrada en el Centro diferentes, aunque tengan muchas asignaturas comunes. Lo anterior supone que el alumno que en el primer curso ingresa en una de las carreras, no tiene opción de cambiar a la otra de forma sistemática.
Durante el curso 1995-96, debido a los problemas de remodelación del aulario de la Facultad de Geología, se utilizaron aulas de la antigua sede de la Facultad de Derecho en el edificio histórico de la Universidad de Oviedo.
Desde el curso 1996-97, aparte de las instalaciones del centro, se utilizan aulas de la Escuela de Magisterio, de la Facultad de Geología y de la Facultad de Ciencias de la Educación para docencia, y algunas más para exámenes, todas ellas dentro del Campus de Llamaquique, y se aprobó el Reglamento de Régimen Interno y el Reglamento de Proyectos Fin de Carrera. Desde dicho curso también se han puesto en marcha cuatro laboratorios nuevos de software y dos nuevos servidores.
Durante el curso 1998-1999 se constituyó la Comisión de Reforma del Plan de Estudios, que fue disuelta en junio del 2002, una vez conseguidos los objetivos, y homologados por el Consejo de Coordinación Universitaria los nuevos Planes de Estudios, que se comienzan a impartir el curso 2002-03. A su vez, se creó la Comisión de Seguimiento de la Implantación y Calidad del Plan de Estudios para garantizar una implantación adecuada de los nuevos planes.
Durante el verano de 2004 se produce el traslado de la Escuela al Edificio Valdés Salas, rehabilitado con ese fin. Por primera vez la Escuela tiene un edificio entero específico para los estudios de Ingeniería Informática.
En el año 2005 se crea el Máster Oficial de Ingeniería Web un estudio oficial de posgrado que sigue las nuevas directrices del proceso de Bolonia. En el año 2010 comienza el nuevo plan de estudios del que también sigue las directrices del proceso de Bolonia y cumple con las fichas de las titulaciones de ingeniería informática. Tras los cambios producidos para adaptar la Escuela al proceso de Bolonia, se adopta el nombre de Escuela de Ingeniería Informática de la Universidad de Oviedo.

## Directores electos y comisarios
- Directores comisarios y electos
- El primer director del centro nombrado como director comisario recae sobre Florentino Braña Valdés.
- En mayo de 1987 se nombra a un nuevo director comisario, Andrea Huerga Alonso.
- En junio de 1988 se celebran las primeras elecciones democráticas para la elección del director del Centro, resultando reelegida Andrea Huerga Alonso.
- En junio de 1992 se celebran las segundas elecciones a la dirección del centro resultando reelegida de nuevo su anterior directora Andrea Huerga Alonso.
- En julio de 1996, como resultado de las terceras elecciones a la dirección del Centro, es nombrado Juan Manuel Cueva Lovelle.
- En abril de 2000 al celebrarse las cuartas elecciones a la dirección del centro fue reelegido Juan Manuel Cueva Lovelle.
- En 2004 se elige como director a José Emilio Labra Gayo, reelegido por un segundo periodo de mandato posteriormente.
- En 2012 se elige como director a Benjamín López Pérez, reelegido por un segundo periodo de mandato posteriormente.
- En 2020 se elige como director a Fernando Álvarez García, quien se mantendría un mandato.
- Actualmente el director de la Escuela de Ingeniería Informática es Jordán Pascual Espada.

## Departamentos
El personal docente y de investigación de la EII pertenece a 8 departamentos distintos de la Universidad de Oviedo:
- Departamento de Economía
  - Área de Fundamentos del Análisis Económico
- Departamento de Estadística e Investigación Operativa y Didáctica de la Matemática
  - Área de Estadística e Investigación Operativa
- Departamento de Física
  - Área de Física Aplicada
- Departamento de Filología Anglogermánica y Francesa
  - Área de Filología Inglesa
- Departamento de Matemáticas
  - Área de Matemática Aplicada
- Departamento de Ingeniería Eléctrica, Electrónica, de Computadores y de Sistemas
  - Área de Ingeniería de Sistemas y Automática
  - Área de Ingeniería Eléctrica
  - Área de Tecnología Electrónica
- Departamento de Administración de Empresas y Contabilidad
  - Área de Organización de Empresas
  - Área de Economía Financiera y Contabilidad
- Departamento de Informática
  - Área de Ciencias de la Computación e Inteligencia Artificial
  - Área de Arquitectura y Tecnología de Computadores
  - Área de Ingeniería Telemática
  - Área de Lenguajes y Sistemas Informáticos

## Asociaciones de estudiantes de informática
En 1983 se creó la A.E.I.O.U. (Asociación de Estudiantes de Informática Oviedo Universidad) que tuvo implantación en la Escuela Universitaria de Oviedo hasta su desaparición a finales de los 80.
El 11 de diciembre de 1990 se creó en la Escuela Universitaria de Informática de Oviedo la A.J.E.I., ampliándose en mayo de 1994 a la Escuela Universitaria de Informática de Gijón. En septiembre de 1994 esta asociación puso en marcha la Bolsa de Trabajo. La media de Socios por curso académico es de 250.
En el ámbito nacional, AJEI mantiene contacto a nivel de Representantes de Estudiantes, con otras asociaciones como son R.I.T.S.I. (Reunión de Ingenierías Técnicas y Superiores de Informática) y C.R.E.T. (Conferencia de Representantes de Escuelas Técnicas).
Actualmente la A.J.E.I. ya no existe delegando sus funciones en la delegación de alumnos.
A finales del 2013 se revitalizó el Club .Net, antiguo club que había tenido mucha actividad años anteriores que finalmente en 2019 desencadenó en la asociación Tech Club Asturias ajena a la universidad.

## Oferta formativa
Se imparte:
- Grado en Ingeniería Informática del Software. Grado base para la formación de Ingenieros Informáticos expertos en el desarrollo de Software. Está basado en la currícula de Ingeniería del software de ACM/IEEE. Dura 4 años y no tiene restricciones de acceso.
- Ingeniería Técnica en Informática de Sistemas. Plan de 2002 actualmente extinto debido a la implantación de la reforma de la Educación Superior en España.
- Ingeniería Técnica en Informática de Gestión. Plan de 2002 actualmente extinto debido a la implantación de la reforma de la Educación Superior en España.
- Máster de Ingeniería Web Formación avanzada para profesionales e investigadores de tecnologías web. Carrera dual con especialización en desarrollo (título de máster) o en investigación (título de Doctor).

## Ubicación
La Escuela de Ingeniería Informática se encuentra en Oviedo, capital del Principado de Asturias. Durante los años 89-90 el centro se ubica en las instalaciones actuales del recién remodelado edificio de Ciencias (que antiguamente era Facultad de Químicas) compartidas con las licenciaturas de Matemáticas y Física de reciente creación, así como con las sedes departamentales de Física y Matemáticas y el Centro de Cálculo de la Universidad de Oviedo. A partir de la década de los noventa, se impartieron además, clases en aulas de la Escuela de Magisterio, de la Facultad de Ciencias de la Educación y de la Escuela de Magisterio.
En el año 2004 se trasladó la Escuela de manera oficial al Edificio Valdés Salas (reformado con este fin), en el Campus de los Catalanes. Mientras se finalizaba el traslado, se mantuvieron algunos laboratorios en el edificio de Ciencias junto con el aulario situado en el Campus de Llamaquique.

### Instalaciones
La escuela dispone de un gran número de plazas en las distintas aulas, en total se contabilizan 6 aulas de teoría en el edificio, con plazas que varían de las 171 plazas, en el aula con mayor capacidad, hasta las 75 plazas en el aula de menor capacidad. Además de estas aulas, se dispone de un salón de actos con capacidad para 112 personas, donde habitualmente se realizan conferencias, así como presentaciones tanto de asignaturas, como de proyectos fin de carrera y múltiples laboratorios con ordenadores para la realización de las prácticas.
Especial mención merecen también los distintos laboratorios de los que la escuela dispone, un total de 15 laboratorios. 
La situación de la escuela al lado del parque de invierno le proporciona zonas verdes alrededor y un espacio abierto que le aportan mucha luz natural y unas vistas que hoy en día es difícil de tener en medio de una ciudad.